# Trpejca
Trpejca (Macedonisch: Трпејца) is een dorp langs de kust van het Meer van Ohrid in Noord-Macedonië. Het ligt op ongeveer 20 km van Ohrid. Het is een traditioneel vissersdorp maar het wordt langzaamaan een populaire vakantieplek. Trpejca heeft 300 inwoners, één school en twee winkels. Ook is er een kerk, die is gebouwd exacte dezelfde plek waar een oudere kerk stond. Onder de lokale Macedoniërs wordt Trpejca ook wel het Macedonische Saint-Tropez genoemd. Iets wat zelfs op de borden in het dorp wordt aangegeven.

## Foto's

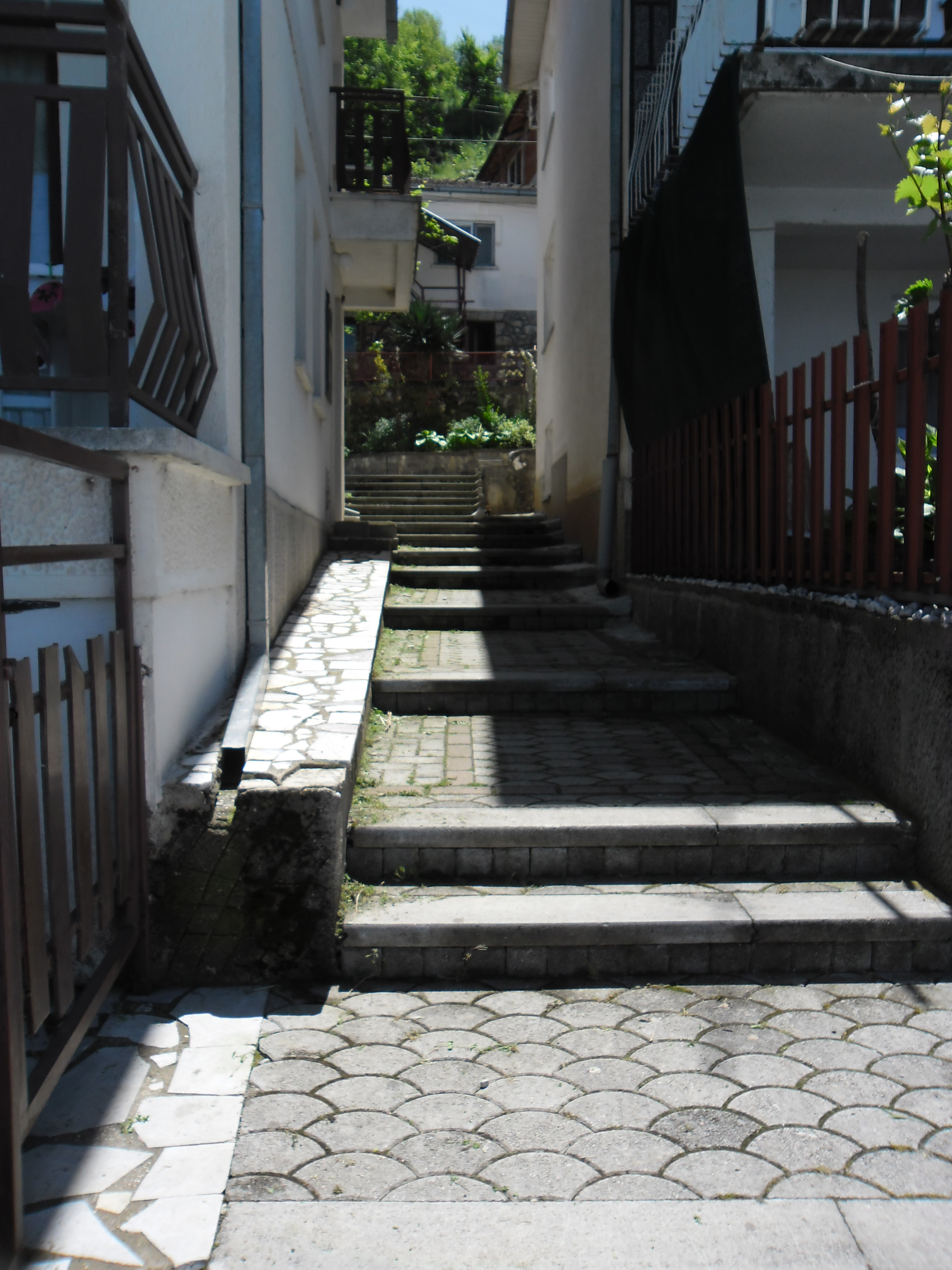
Trpejca, trappen die naar het strand leiden
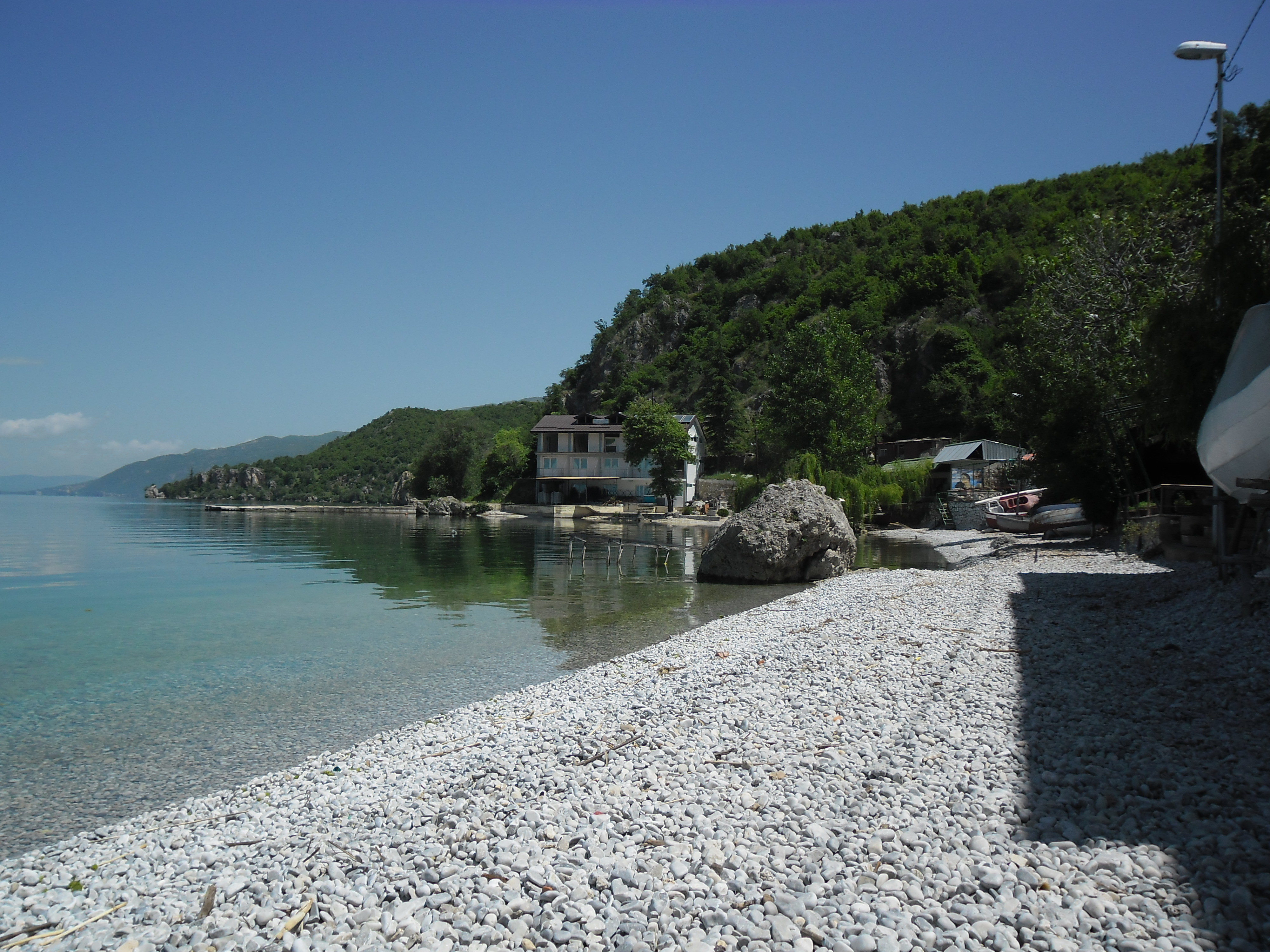
Het kiezelstrand van Trpejca
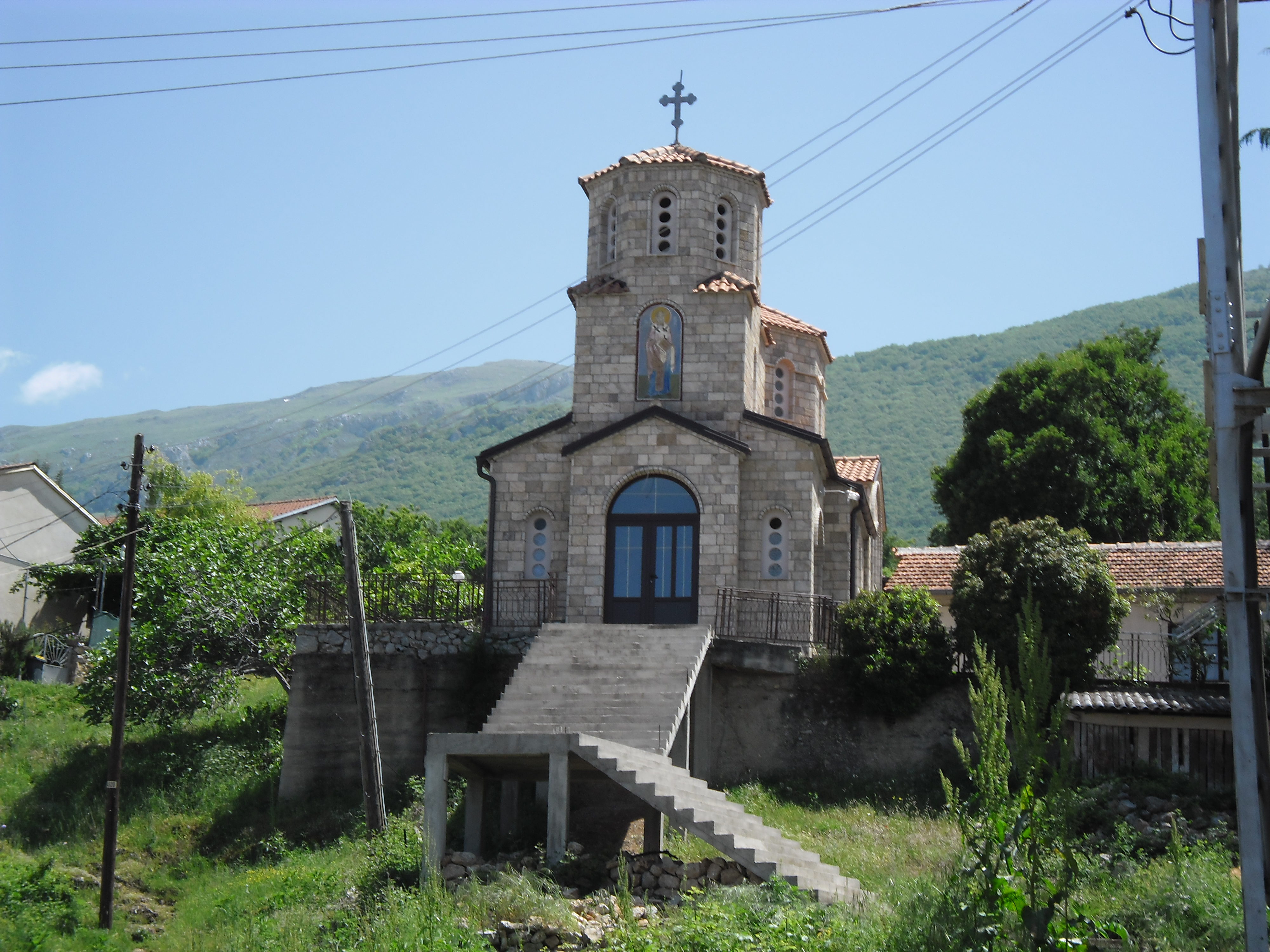
Kerk van Trpejca